# Glockengießerei Pfundner

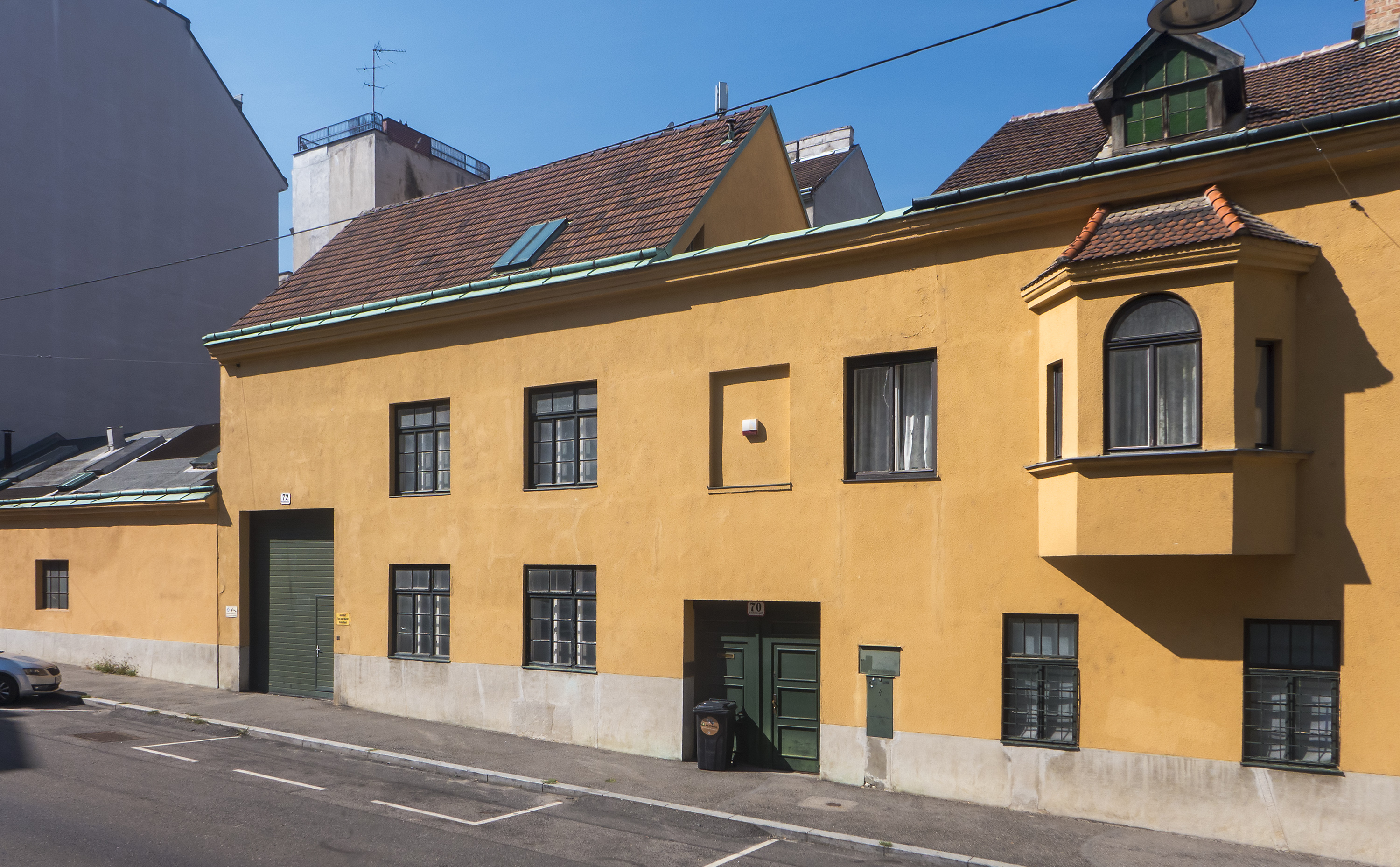
Gebäude der ehemaligen Glockengießerei Pfundner in der Senefeldergasse 70

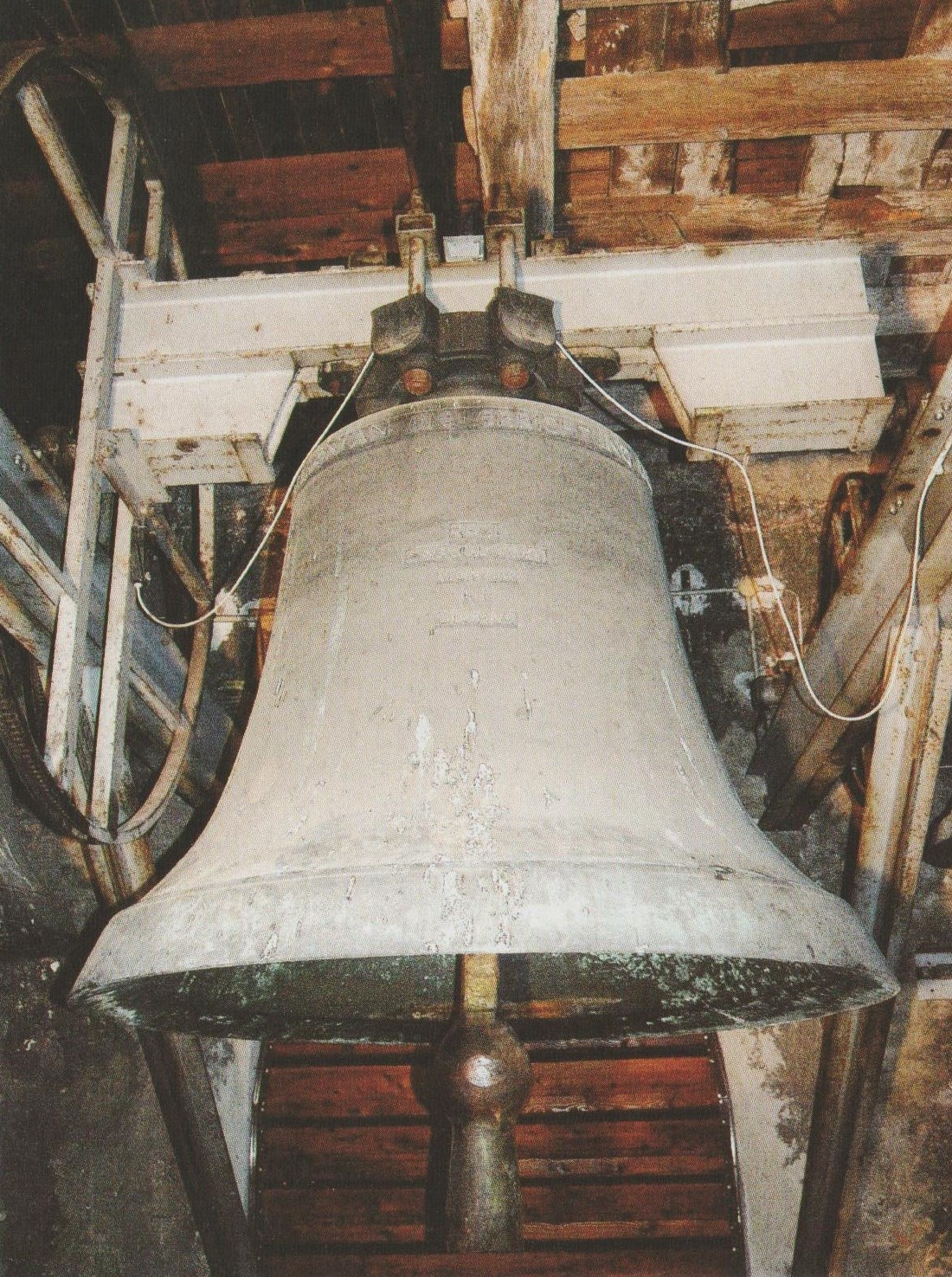
Glocke 1 (Bischofsglocke) des Domes zu Eisenstadt
3183 kg, Ton b°, gegossen von Pfundner 1960

Die Glockengießerei Josef Pfundner war eine Glockengießerei in Wien und ist heute als Industriemuseum eine der größten Glockensammlungen weltweit.

## Inhaber
- Josef Pfundner sen. (* 6. Juni 1874 in Eichenbrunn in der Nähe von Mistelbach; † 22. Februar 1949 in Wien) gründete 1906 einen Gießereibetrieb in Wien-Favoriten, in dem ab 1923 auch Glocken hergestellt wurden.
- Josef Pfundner jun. (* 31. Mai 1902 in Wien; † 15. Oktober 1983 in Wien) trat 1936 als Gesellschafter in den väterlichen Betrieb ein und übernahm gleichzeitig die Geschäftsführung. Wegen sinkender Nachfrage stellte er 1971 die Gießerei ein, widmete sich aber weiterhin der Glockenforschung.
- Martin Pfundner (* 1930 in Wien; † 18. April 2016[1]) führte seit 1971 die früher der Gießerei angeschlossene Glockensammlung als Glockenmuseum weiter.

Laut Stadt Wien ist dieses dauerhaft geschlossen.

## Unternehmen
Die Gießerei wurde im Jahr 1906 von Josef Pfundner, der Buntmetallgießer war, gegründet. Der Betrieb arbeitete nach dem herkömmlichen Sandformverfahren. In den ersten Jahren wurden noch keine Glocken gegossen, und Pfundner hatte auch gar keine Erfahrung mit dem Glockenguss. Erst nach dem Ersten Weltkrieg nahm das Unternehmen auch die Herstellung von Glocken auf, da der Bedarf nach dem Krieg besonders hoch war.
Den Anstoß zur Herstellung von Glocken gab ein Missverständnis: der Bürgermeister seiner Heimatgemeinde bat Pfundner, für diesen Ort eine Glocke zu gießen, obwohl sich dieser noch gar nicht mit dem Guss von Glocken beschäftigte. Trotz seiner fehlenden Erfahrung im Glockenguss ging Pfundner das Risiko ein und goss 1926 seine erste Glocke. Die Glockenrippe dafür konstruierte sein Sohn Josef Pfundner junior, der zu dieser Zeit noch Student der Technischen Chemie an der Technischen Hochschule Wien war. Pfundner junior beschäftigte sich lange Jahre intensiv mit dem Klangverhalten von Glocken und entwickelte die nach ihm benannte Pfundner-Rippe immer weiter, auch in Zusammenarbeit mit der Abteilung für Kirchenmusik der Wiener Musikakademie. Sie ähnelt der Glockenrippe der berühmten Gloriosa im Erfurter Dom und ist wie diese vom Oktavtyp, d. h. die einzelnen Teiltöne der Glocke sind perfekt gestimmt, wobei der tiefste Teilton (Unterton) eine Oktav unter dem Nominal liegt. Andere Gießereien in Österreich verwendeten zu dieser Zeit noch vorwiegend die klanglich weniger günstigen Septimrippen (Unterton eine Septim unter dem Nominal), wie sie seit der Barockzeit üblich waren, und stellten erst später auf Oktavrippen um.
Abweichend vom traditionellen Lehmformverfahren entwickelte Pfundner senior eine Sandform-Methode für den Glockenguss, die er auch patentieren ließ. Damit war er in der Lage, innerhalb kürzerer Zeit zu liefern und mehr Glocken zu produzieren als die Konkurrenz.
Bis 1938 wurden insgesamt 1465 Glocken gegossen, darunter das Geläut für die Stiftskirche St. Peter in Salzburg.
Während des Zweiten Weltkrieges wurde der Glockenguss auf Grund des Rohstoffmangels verboten. Die Gießerei musste sich auf ihr zweites Standbein, den industriellen Schwer- und Leichtmetallguss, zurückziehen. In dieser Zeit entstanden beispielsweise Gussteile aus Aluminium für Flugzeugmotoren.
Ab dem Jahr 1941 mussten die Kirchen bei der Glocken-Aktion ihre Glocken großteils abgeben. Nur historisch besonders wertvolle Glocken waren davon ausgenommen. In der Regel verblieb jeder Kirche nur eine Glocke, meist die kleinste. Der Großteil der abgelieferten Glocken wurde eingeschmolzen und für Kriegszwecke verwendet. Nur wenige Glocken kehrten nach Kriegsende aus den Sammellagern zurück. Dies bewirkte einen großen Bedarf an neuen Glocken nach Ende des Krieges. Zu dieser Zeit gossen etwa 150 Mitarbeiter im Dreischichtbetrieb. Das Sandformverfahren bot Pfundner dabei einen großen Wettbewerbsvorteil.
Nach 1945 wurden insgesamt ca. 5150 Glocken gegossen, darunter als bedeutendstes Werk das 11-stimmige Hauptgeläute des Wiener Stephansdoms.

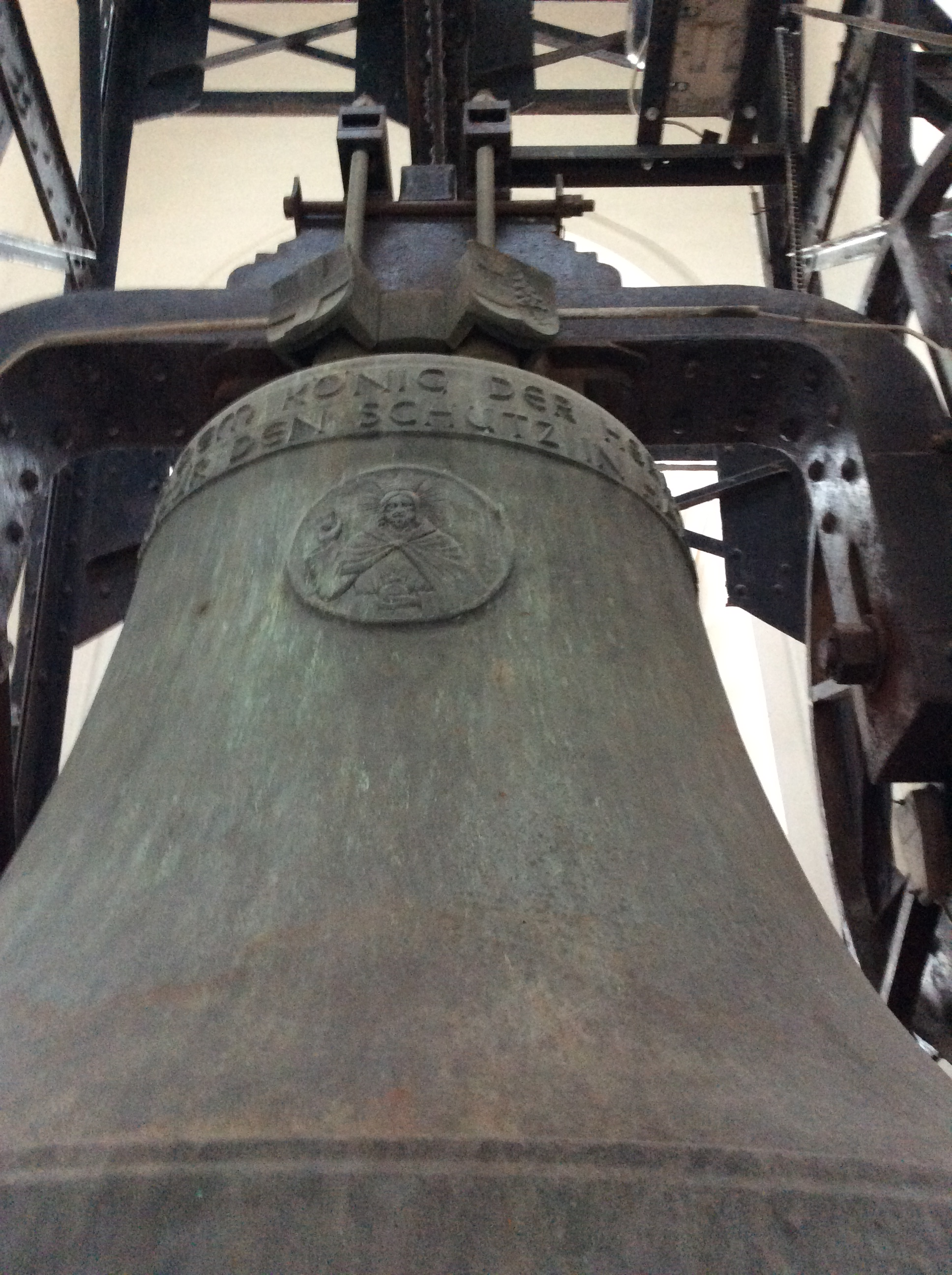
Große Glocke (Christkönigglocke) der Wiener Rochuskirche, 2.150 kg, Ton c¹, gegossen 1955

Nachdem in Österreich der größte Bedarf gedeckt war, wandte sich Pfundner dem Export zu und lieferte unter anderem nach Finnland (z. B. Dom von Turku) und Jugoslawien, aber auch nach Übersee.
Weiters betrieb die Gießerei den Kunstguss für Künstler wie Fritz Wotruba oder Herbert Boeckl.
Im Jahr 1970 wurden jedoch die letzten Glocken gegossen und der Betrieb geschlossen. Die selbst entwickelten Techniken, Glockenrippen, Modeln für die Glockenzier usw. wurden an die Glockengießerei Grassmayr verkauft, wo sie zum Teil heute noch verwendet werden.
Das letzte Familienmitglied des Unternehmens war Martin Pfundner. Der 1930 geborene Sohn von Josef Pfundner trat nach seinem Chemiestudium an der Technischen Hochschule Wien in den Betrieb ein, wo er bis 1971 Prokurist war.

## Innovationen und Patente
- Sandformverfahren für den Glockenguss (patentiert)
- Dauerschablonen für die Glockenrippe: Wiederverwendbare Schablonen für jeden Ton der chromatischen Tonleiter, die noch auf die genaue Tonhöhe justiert werden konnten. Im Gegensatz dazu wird beim traditionellen Lehmformverfahren jede Schablone nur für eine Glocke verwendet.
- Stimmen: Durch Abschleifen an bestimmten Stellen konnte Pfundner den Ton seiner Glocken noch nach dem Guss korrigieren (Nachstimmen von Nominal und Teiltonaufbau).
- Schweißung von Glocken: Als erstem Betrieb in Österreich gelang Pfundner ab ca. 1960 die Schweißung von gesprungenen Glocken. Dadurch konnten kaputte Glocken wiederhergestellt werden. Dieses Verfahren wurde bei wertvollen Glocken angewendet, um sie zu erhalten, anstatt sie neu zu gießen.
- Verbesserungen an elektrischen Läutmaschinen (mehrere Patente)
- Sonderlegierungen und „Gemischte Geläute“: Direkt nach 1945 war die Beschaffung von Glockenbronze schwierig und teuer, speziell das benötigte Zinn (Anteil ca. 20 % an der Legierung) war Mangelware. Wie andere Glockengießereien goss Pfundner bis 1950 daher einige hundert Glocken auch aus Sonderlegierungen mit reduziertem Zinnanteil. Da die Klangqualität von Glocken aus Sonderlegierung nicht an die von Bronzeglocken heranreicht, kombinierte Pfunder beim Guss ganzer Geläute beide Arten zu gemischten Geläuten, um mit minimalen Kosten einen möglichst guten Klang zu erzielen. Meist wurde nur die größte Glocke aus Bronze gegossen, da diese den Klang des Geläuts dominiert. Das Musterbeispiel dafür war das 5-stimmige Geläute der Pfarrkirche Jennersdorf von 1948, das aber 1996 ausgetauscht wurde.

## Glockenproduktion
(auszugsweise)
- Im Zweiten Weltkrieg wurden vor allem neuere Glocken als Metallreserve konfisziert, die meisten von ihnen eingeschmolzen. Daher haben sich nur wenige Pfundner-Glocken aus der Zeit vor 1945 erhalten, meist kleine Exemplare. Durch glückliche Umstände ist aber das bedeutendste Werk aus dieser Zeit erhalten:
- Stiftskirche St. Peter in Salzburg – 6-stimmiges Geläute auf as0 mit einem Gesamtgewicht von 12.693 kg, gegossen 1927; die große Petersglocke ist mit einem Gewicht von 5.698 kg und einem Durchmesser von 204 cm die größte Glocke, die in dieser Gießerei jemals hergestellt wurde.

Aus der Zeit nach 1945 stammen in zeitlicher Reihenfolge unter anderem folgende Werke:
- 1946: Pfarrkirche Perchtoldsdorf: 6 Glocken auf h0, gegossen als Ergänzung zu einer älteren Glocke (heute Glocke 4). Glocke 3 ist gesprungen und wurde 1978 von der Glockengießerei Grassmayr neu gegossen.[3]
- 1950/1951: Dom von Wiener Neustadt: 4 Glocken auf h0, (große Glocke) als Ergänzung zu einer älteren Glocke (heute Glocke 2).
- 1951: Stadtpfarrkirche Neunkirchen: 4 Glocken auf des'
- 1956 und 1960: Dom von Eisenstadt: 6-stimmiges Geläut auf b0, erst die Glocken 2 bis 6; dann die große Glocke
- 1956: Glocke der Friedhofskirche zum heiligen Karl Borromäus („Luegerkirche“) am Wiener Zentralfriedhof: die einzige Glocke dieser Kirche ist klanglich besonders schön, besitzt den Ton cis1
- 1956: Wiener Votivkirche: 4 Glocken auf b0, als Ergänzung zu einer älteren Glocke (heute Glocke 5). Glocke 2 wurde nach einem Sprung 1962 von Pfundner neu gegossen.
- 1958: Schottenfelder Kirche: 4 Glocken auf h0, Glocken 2 und 4; 1963 (Glocken 1 und 3) als Ergänzung einer älteren Glocke (heute Glocke 5). Eine andere alte Glocke sprang 1963; sie wurde von Pfundner durch die heutige Glocke 3 ersetzt, geschweißt, und befindet sich inzwischen im Glockenmuseum.
- 1960: Wiener Stephansdom: 11-stimmiges Geläut auf g0 mit einem Gesamtgewicht von 11.394 kg, die große Stephanusglocke wiegt 5.221,5 kg und hat einen Durchmesser von 198,7 cm.
- 1961: Altlerchenfelder Pfarrkirche: 6-stimmiges Geläut auf a0
- 1962: Peterskirche (Wien), große Glocke

Weitere einzelne Werke (Auswahl):
- 1947 und 1949 – Maria Taferl:[4]
  - Bischofs-Jubiläumsglocke: Ton d1, 1.409 kg
  - Marienglocke Ton e1, 1.100 kg
  - 2 weitere kleinere Glocken
- 1947 – Poysbrunn
  - Ersatz für die Zwölferin: Sie wurde 1959 umgegossen, Ton fis1, 730 kg
- 1958 – Spitalkirche Perchtoldsdorf
  - Stiftung durch Steinbruchbesitzer Karl Maier, Ton a2, 61,9 kg, Durchmesser 45 cm[3]
- siehe auch Pfarrkirche Schöngrabern

## Glockenzier
Bis ca. 1930 waren Pfundner-Glocken reich mit historistischem Zierrat versehen. Für die Glocken der Stiftskirche St. Peter in Salzburg wurde erstmals in Österreich moderne Glockenzier verwendet, entworfen vom bekannten Künstler Jakob Adlhart.
Für Pfundner-Glocken typisch ist das einfache, moderne Dekor: ein Relief sowie das Gießerzeichen am Mantel und eine Inschrift am Hals. Dazu eine Scheibenkrone mit vier Wappen. Alle Glocken sind außen poliert.

## Glockenforschung
Josef Pfundner jun. erwarb auch besondere Verdienste um die Glockenkunde in Österreich. Speziell während der Glockenablieferungen im Zweiten Weltkrieg führte er Bestandsaufnahmen und Klanganalysen durch. Diese Forschungen bildeten die Grundlage seines Buches Tönendes Erz, das er 1961 zusammen mit dem Musikwissenschaftler und Glockenexperten Andreas Weißenbäck veröffentlichte, und in dem erstmals der historische Glockenbestand Österreichs bis ca. ins Jahr 1900 dargestellt wird.

## Glockensammlung
Da bereits der Firmengründer gesprungene Glocken, die irreparabel, aber historisch interessant waren, nicht einschmolz, sondern bewahrte, konnten einige Glocken – bis zum Zweiten Weltkrieg insgesamt 17 Stück – erhalten werden. Ein Großteil davon wurde jedoch im Krieg konfisziert, lediglich vier blieben übrig. Nach dem Krieg wuchs die Sammlung wieder an, sodass diese heute nicht nur 84 alpenländische Glocken, sondern auch eine japanische Glocke umfasst. Gegossen wurden diese Glocken großteils in den Kronländern der Monarchie, sowie in der Schweiz. Die älteste Glocke stammt aus dem Jahr 1242. Die größte wiegt 1331 kg und stammt aus dem Jahr 1498 aus Basel. Alle Glocken, die früher nicht reparabel waren, konnten ab den 1960er Jahren durch das Elektroschweißverfahren, das von Pfundner für Glocken weiterentwickelt wurde, wiederhergestellt werden. So sind alle bis auf zwei Glocken wieder repariert.